# Jošavka Donja
Jošavka Donja je naseljeno mjesto u sastavu općine Čelinac, Republika Srpska, BiH.

## Stanovništvo
| Jošavka Donja      |              |
| godina popisa      | 1991.        |
| Srbi               | 937 (97,91%) |
| Hrvati             | 2 (0,20%)    |
| Muslimani          | 0            |
| Jugoslaveni        | 9 (0,94%)    |
| ostali i nepoznato | 9 (0,94%)    |
| ukupno             | 957          |

Jošavka Donja kao samostalno naseljeno mjesto postoji od popisa 1991. godine. Do tada se nalazila u sastavu bivšeg naseljenog mjesta Jošavka.